# Besleria delvillarii
Besleria delvillarii là một loài thực vật có hoa trong họ Tai voi. Loài này được Cuatrec. mô tả khoa học đầu tiên năm 1935.